# Freddie Grubb
Frederick Henry Freddie Grubb (27 de maio de 1887 — 6 de março de 1949) foi um ciclista britânico. Representou o Reino Unido nos Jogos Olímpicos de 1912, em Estocolmo, onde ganhou duas medalhas de prata, uma na prova de estrada individual e o outro por equipes.